# Pauliska flickskolan
Pauliska flickskolan, eller Högre elementarläroverket för flickor på Södermalm, var en privat svensk flickskola på Södermalm i Stockholm. Den grundades 1870 av Gustaf Pauli och låg på Södermalmstorg 6 och Sankt Paulsgatan 21. I samband med nedläggningen 1881 övertogs lokalerna av den då nybildade och likaledes privata Södermalms högre läroanstalt för flickor (numera Södermalmsskolan), som också tog emot kvarvarande elever.